# Dexter Fletcher
Dexter Fletcher, född 31 januari 1966 i London, är en brittisk skådespelare och regissör. Han har även en internationell karriär. Dexter är troligtvis mest känd för sin roll som SSgt. John Martin i den prisbelönade serien Band of Brothers. Han är gift med Dalia Ibelhauptaitė sedan 1997. Hans best man på bröllopet var skådespelaren Alan Rickman.

## Filmografi (urval)
- 1976 – Bugsy Malone
- 1980 – Elefantmannen
- 1984 – Bounty
- 1989–1994 – Reportergänget (TV-serie)
- 1998 – Lock, Stock and Two Smoking Barrels
- 2001 – Band of Brothers (TV-serie)
- 2002 – Below
- 2010 – Kick-Ass
- 2018 – Bohemian Rhapsody
- 2019 – Rocketman
- 2023 – Den statistiska sannolikheten för kärlek vid första ögonkastet